# Parque nacional de Repovesi
El Parque nacional de Repovesi (en finés: Repoveden kansallispuisto) está situado en los municipios de Kouvola y Mäntyharju, a sólo unas pocas horas al noreste de la zona  más poblada de Helsinki al sur de Finlandia. Anteriormente un sitio para la silvicultura comercial intensiva, el área de Repovesi se transformó con éxito en un parque nacional prístino. Los árboles de pino y el abedul dominan el parque. En repovesi abundan animales como el oso, el venado y diversas aves. El río Koukunjoki atraviesa el parque. Otros arroyos y lagos también se encuentran dentro de los límites del parque.

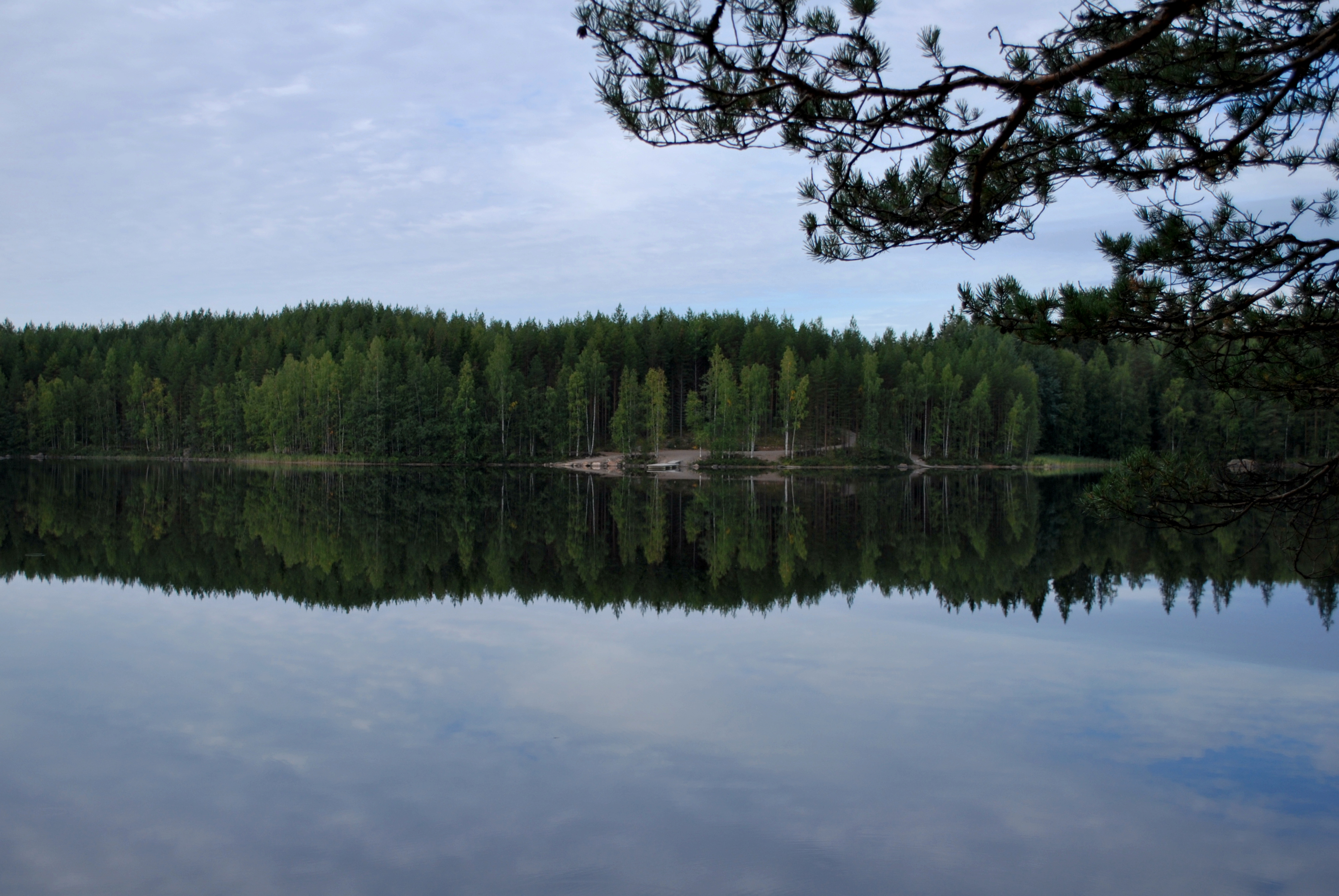
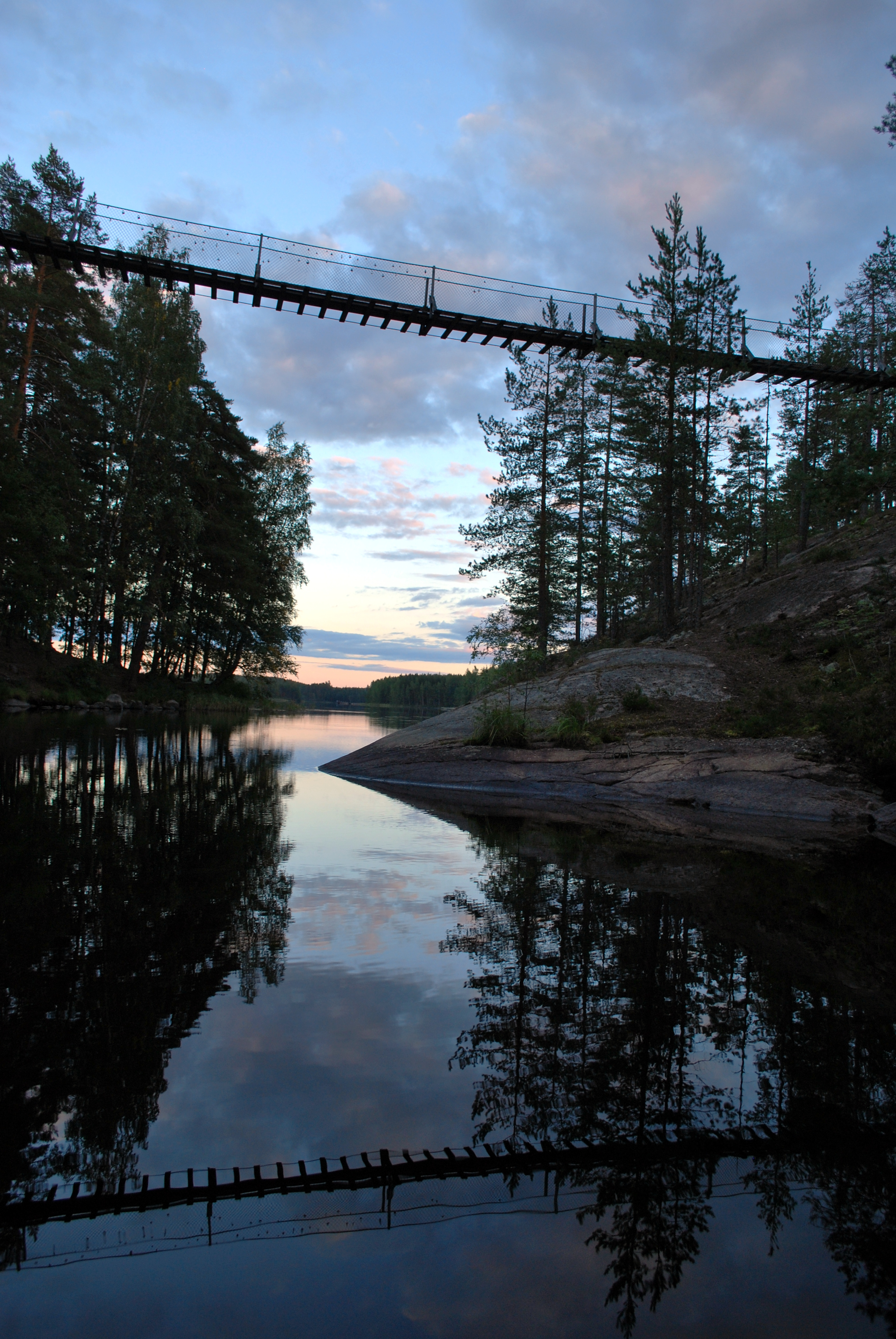
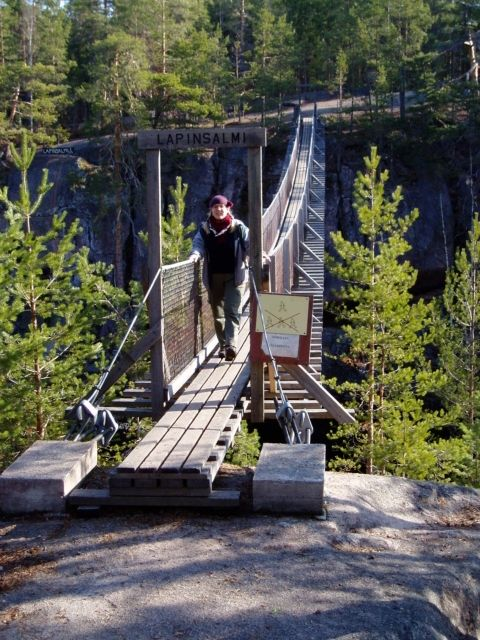